# Bhāmaha
Bhāmaha (sanscrito भामह; VII secolo – VII secolo) è stato uno scrittore indiano, in lingua sanscrita, originario del Kashmir.

## Biografia
Bhāmaha fu un importante autore indiano in lingua sanscrita che visse nel VII secolo, secondo la tradizione figlio di Rakrilagomin, proveniente dal Kashmir, anche se, a differenza di molti di altri scrittori e uomini di cultura, i cui patroni, le cui posizioni e, in alcuni casi, i cui salari sono presenti in documentazioni dell'epoca, Bhāmaha non riceve alcuna menzione nella famosa cronaca delle corti del Kashmir, il Rājataraṅgiṇī di Kalhana (La fiumana dei re, 1149), definita anche la "storia del Kashmir".
Solamente nel XX secolo gli storici della letteratura sono riusciti a scoprire e a leggere i manoscritti delle opere di Bhāmaha.
Bhāmaha viene raramente menzionato come poeta dai commentatori successivi, ma sembra aver avuto una reputazione significativa come grammatico, essendo citato da Śāntarakṣita del VIII secolo. Il Bhāmaha che ha composto il Kāvyālaṃkāra potrebbe anche essere la stessa persona che ha composto un commentario sul Prākṛtaprakāáa di Vararuci, una grammatica riguardante la Prakṛti, e alcune altre opere sono state attribuite a lui in via provvisoria.
Bhāmaha è conosciuto per il suo trattato in versi, intitolato Kāvyālaṃkāra (काव्यालङ्कार, L'ornamento della poesia), anche noto con il nome di Bhāmahālaṃkāra, molto apprezzato e frequentemente citato dai trattatisti posteriori, suddiviso in sei capitoli, che trattano degli ornamenti, degli errori, dello stile, della logica dell'arte poetica e della purezza grammaticale, nei quali Bhāmaha sostenne che la poesia si raggiunge tramite la poetica.
Il primo capitolo comprende sessantanove versetti: dopo l'invocazione di Sarva, descrive le qualità di un buon poeta, oltre a vari generi e stili di poesie, tra cui Vaidarbhi e Gaudi; all'inizio del secondo capitolo, vengono discussi tre guna di poesie, vale a dire prasada, madhurya e ojah, dopo di che disquisisce sull'Alaṃkāra, quella letteratura caratterizzata da lunghissime descrizioni, sorprendenti paragoni e metafore, giochi di parole e ostentazioni di dottrina, rime interne e tutto un repertorio di ricercatezze formali e ornamenti stilistiche, proseguendo l'approfondimento anche nel terzo capitolo; il quarto capitolo parla degli undici tipi di dosha (imperfezioni) del Kāvya e definisce i primi dieci di questi dosha con illustrazioni; il quinto capitolo discute l'undicesimo dosha e le sue cause, basandosi sull'epistemologia di Nyāya, una delle sei Darśana, o Scuole di Pensiero ortodosse (astika) della filosofia indiana; il sesto capitolo enfatizza la necessità dell'accuratezza grammaticale e fornisce alcuni suggerimenti pratici ai poeti.
Bhāmaha era il rappresentante più importante della cosiddetta "scuola alamkara" della poesia indiana, che considerava la figura retorica (alamkara) il cuore dell'opera poetica.
Nella sua opera cita testualmente due luoghi dove visse il logico buddhista Dharmakirti intorno al 635 e quindi si può ipotizzare che Bhāmaha scrisse nella seconda metà del VII secolo.

## Opere
- Kāvyālaṃkāra;
- Commentario sul Prākṛtaprakāáa di Vararuci;
- Una grammatica riguardante la Prakṛti.